# That's Why I'm Here
That's Why I'm Here è il dodicesimo album in studio di James Taylor, pubblicato nell'ottobre del 1985.

## Tracce
Brani composti da James Taylor, eccetto dove indicato
Lato A
1. That's Why I'm Here – 3:37
2. Song for You Far Away – 2:52
3. Only a Dream in Rio – 4:58
4. Turn Away – 3:20
5. Going Around One More Time – 3:22 (Livingston Taylor)

Durata totale: 18:09
Lato B
1. Everyday – 3:14 (Norman Petty, Charles Hardin (Buddy Holly))
2. Limousine Driver – 3:48
3. Only One – 4:19
4. Mona – 2:48
5. The Man Who Shot Liberty Valance – 3:44 (Burt Bacharach, Hal David)
6. That's Why I'm Here (Reprise) – 0:24

Durata totale: 18:17
Edizione CD del 1985, pubblicato dalla CBS Records (CDCBS 25547)
1. That's Why I'm Here – 3:37 (James Taylor)
2. Song for You Far Away – 2:56 (James Taylor)
3. Only a Dream in Rio – 4:59 (James Taylor)
4. Turn Away – 3:22 (James Taylor)
5. Going Around One More Time – 3:22 (Livingston Taylor)
6. My Romance – 2:46 (Lorenz Hart, Richard Rodgers)
7. Everyday – 3:14 (Norman Petty, Charles Hardin)
8. Limousine Driver – 3:49 (James Taylor)
9. Only One – 4:18 (James Taylor)
10. Mona – 2:48 (James Taylor)
11. The Man Who Shot Liberty Valance – 3:45 (Burt Bacharach, Hal David)
12. That's Why I'm Here (Reprise) – 0:25 (James Taylor)

Durata totale: 39:21

## Musicisti
That's Why I'm Here
- James Taylor - voce, accompagnamento vocale
- David Sanborn - sassofono
- Don Grolnick - tastiere
- Billy Payne - tastiere
- Clifford Carter - tastiere
- Tony Levin - basso
- Russell Kunkel - batteria
- Jim Maelen - percussioni
- Deniece Williams - accompagnamento vocale
- David Lasley - accompagnamento vocale

Song for You Far Away
- James Taylor - voce
- Billy Payne - tastiere
- Dan Dugmore - chitarra steel
- Tony Levin - basso
- Russell Kunkel - batteria
- Jim Maelen - percussioni

Only a Dream in Rio
- James Taylor - voce
- Billy Payne - tastiere
- Tony Levin - basso
- Russell Kunkel - batteria
- Airto Moreira - percussioni
- Kenia Gould - accompagnamento vocale
- Zbeto - accompagnamento vocale
- Eliane Elias - accompagnamento vocale
- Randy Brecker - accompagnamento vocale

Turn Away
- James Taylor - voce, accompagnamento vocale
- Jeff Pevar - chitarra
- Billy Payne - tastiere
- Clifford Carter - tastiere
- Leland Sklar - basso
- Rick Shlosser - batteria
- Starz Vanderlockit - percussioni
- Arnold McCuller - accompagnamento vocale
- Rosemary Butler - accompagnamento vocale
- David Lasley - accompagnamento vocale
- Peter Asher - accompagnamento vocale
- Frank Filipetti - accompagnamento vocale

Going Around One More Time
- James Taylor - voce, accompagnamento vocale
- Billy Payne - tastiere
- Gregory Fingers Taylor - armonica
- Tony Levin - basso
- Russell Kunkel - batteria
- Jim Maelen - percussioni
- Eric Troyer - accompagnamento vocale
- Rory Dodd - accompagnamento vocale

Everyday
- James Taylor - voce, accompagnamento vocale
- Dan Dugmore - chitarra
- Billy Payne - tastiere
- Leland Sklar - basso
- Rick Shlosser - batteria
- Arnold McCuller - accompagnamento vocale
- Rosemary Butler - accompagnamento vocale

Limousine Driver
- James Taylor - voce
- Jeff Pevar - chitarra
- Gregosry Fingers Taylor - armonica
- Billy Payne - tastiere
- Kenny Kosek - violino
- Tony Levin - basso
- Russell Kunkel - batteria
- Jim Maelen - percussioni
- Michael Brecker - strumenti a fiato
- Randy Brecker - strumenti a fiato
- David Sanborn - strumenti a fiato
- Barry Rogers - strumenti a fiato

Only One
- James Taylor - voce
- Don Grolnick - tastiere
- Billy Payne - tastiere
- Tony Levin - basso
- Russell Kunkel - batteria
- Jim Maelen - percussioni
- Don Henley - accompagnamento vocale
- Joni Mitchell - accompagnamento vocale
- David Lasley - accompagnamento vocale

Mona
- James Taylor - voce, accompagnamento vocale
- Dan Dugmore - chitarra steel
- Billy Payne - tastiere
- Tony Levin - basso
- Russell Kunkel - batteria
- Graham Nash - accompagnamento vocale

The Man Who Shot Liberty Valance
- James Taylor - voce, accompagnamento vocale
- Billy Payne - tastiere
- David Sanborn - sassofono
- Kenny Kosek - violino
- Tony Levin - basso
- Russell Kunkel - batteria
- Graham Nash - accompagnamento vocale[1]